# Amiot Métayer
Pour les articles homonymes, voir Métayer.
Amiot Métayer, (1968-2003), important militant du parti Fanmi Lavalas de l'ancien président Jean-Bertrand Aristide. Son assassinat va mettre le feu aux poudres de la rébellion anti-Aristide et aboutir au Coup d'État de 2004 à Haïti.
Amiot Métayer fut un militant actif du parti Fanmi Lavalas. 

## Biographie
En 1991, il s'exila aux États-Unis après le coup d’État militaire du général Raoul Cédras qui avait déposé le président Aristide en février 1991.
En 1994, Amiot Métayer rentra aux Gonaïves. Partisan du président Aristide, il fonda une organisation populaire avec les jeunes désœuvrés de la ville de Gonaïves. Mais cette organisation, qui prend le nom d'"Armée cannibale", se transforme bientôt en un gang doté de nombreuses armes à feu qui impose sa loi dans la troisième ville d’Haïti et fait la chasse aux opposants.
En décembre 2001, une mystérieuse attaque contre le Palais national sert de prétexte à une violente vague de répression. Amiot Métayer est accusé de l’incendie de plusieurs maisons et d’avoir brûlé vif le chauffeur d’un responsable de l’opposition des Gonaïves, Luc Mesadieu. Emprisonné en mai 2002, il est libéré trois mois plus tard par des membres de sa bande qui enfoncent un mur de la prison à l’aide d’un tracteur volé. Cent cinquante-neuf détenus en profitent pour se volatiliser. Depuis sa spectaculaire évasion, Amiot Métayer résidait aux Gonaïves sans être inquiété par les autorités, entouré de sa garde prétorienne.
Face à la violence de ce redoutable gang, la communauté internationale, pour rétablir un climat de sécurité propice à l’organisation de nouvelles élections, réclama l’arrestation et le jugement Amiot Métayer, chef de « l’Armée cannibale ». Les exactions de son association criminelle rappellent celles commises par les milices privées des sinistres Chimères, elles-mêmes calquées sur les anciens Tontons macoutes, garde prétorienne des dictateurs Duvalier.
Devenu un élément incontrôlable, le pouvoir considère ce personnage inquiétant et indésirable.
Le 21 septembre 2003, Amiot Métayer est retrouvé assassiné. David Lee, responsable de la mission de l’Organisation des États américains (OEA), a demandé une « enquête approfondie et une autopsie professionnelle » pour faire la lumière sur cet assassinat. « Il est regrettable que Monsieur Métayer ne puisse plus jamais être appelé à témoigner », a-t-il déploré.
L'assassinat d'Amiot Métayer, chef de « l'Armée cannibale », l’un des gangs les plus redoutés d’Haïti, qui a longtemps soutenu le président Jean-Bertrand Aristide, demeure une énigme. Pour l’opposition, ce crime a permis d’éliminer un exécuteur de basses œuvres qui pouvait se convertir en un témoin dangereux pour le pouvoir. Le gouvernement et le parti Famnli Lavalas, le parti présidentiel, dénoncent de leur côté "un plan de déstabilisation mis en œuvre par un bras armé de l’opposition". Le frère d'Amiot Métayer, Buteur Métayer accusa le pouvoir et demanda qu'une enquête soit diligenter afin d'arrêter les coupables.
Ce meurtre va mettre le feu aux poudres de la colère populaire qui se transforma en rébellion armée contre le pouvoir. L'opposition démocratique ne s'associera pas à cette violence. Cette rébellion aboutira au départ précipité d'Aristide en février 2004.
En mars 2004, après le coup d'État qui renversa le président Aristide, le nouveau pouvoir, représenté par Gérard Latortue, se rendit aux Gonaïves pour rendre hommage à Amiot Métayer.